# Smile (R5)
Smile è una canzone del gruppo musicale pop rock e alternative rock statunitense R5, contenuta nel secondo album in studio del gruppo, la cui pubblicazione è attesa per la primavera del 2015. È stata pubblicata come singolo il 15 novembre 2014.

## Composizione e pubblicazione
La canzone appartiene al genere alternative rock ed è stata scritta da Leah Haywood, Daniel James, Brian Lee e Matt Thiessen e prodotta da Dreamlab e Randall Bobbitt. Ross Lynch ha dichiarato a Teen Magazine che l'ispirazione per il brano è arrivata dalle piccole cose della vita. "L'ispirazione è letteralmente quella di far sorridere le persone, perché questo è il significato della canzone, e questo è proprio quello che vogliamo fare. È un po' come fare cose ridicole per far ridere qualcuno".
Il gruppo ha annunciato la pubblicazione del brano il 13 novembre 2014 su Twitter. Il 14 novembre la canzone è entrata in rotazione radiofonica, dapprima su Radio Disney, e il giorno seguente è stata resa disponibile come singolo per il download digitale.
Smile è una canzone alternative rock con influenze dal genere pop rock. Musicalmente, il rock and roll classico è stata la maggiore ispirazione per il suo sound. Essa è stata accostata ai Maroon 5 e a Bruno Mars.

## Accoglienza
Smile è stata accolta in modo positivo dalla critica musicale. Il magazine Bop and Tiger Beat ha affermato che la canzone è "dolce, coinvolgente e fantastica". Vivian Pham di Pop Dust ha fatto notare che il sound della band è cambiato, non più adolescente, bensì è diventato più adulto. La sua recensione è stata positiva e ha affermato che il brano è fantastico. Raffy Ermac di Teen Magazine ha dichiarato che Smile è la miglior canzone del gruppo fino ad oggi e che stanno andando meglio che mai.

## Video musicali
Il 14 novembre 2014 il gruppo ha pubblicato un video girato in Argentina per promuovere il singolo. Il video musicale ufficiale è stato invece reso disponibile in anteprima su MTV il 23 dicembre 2014. Il canale ha inoltre reso disponibile un'intervista esclusiva sul dietro-le-scene intitolata "What Makes R5 Smile?". Il video, ambientato in un parco, mostra la band in quattro scene diverse, corrispondenti alle quattro stagioni.
Esso è singolare perché è stato realizzato al contrario, infatti mostra le scene a ritroso. Come è stato spiegato dagli stessi R5 e dal regista Michel Borden, per le riprese del video i membri del gruppo hanno dovuto imparare il testo della canzone al contrario, così che, nel momento in cui il video è stato montato, i movimenti delle labbra coincidessero con il testo.

## Classifiche
| Classifica (2014)                | Posizione |
| -------------------------------- | --------- |
| US Twitter Top Track (Billboard) | 11        |

## Date di pubblicazione
| Paese         | Data             | Formato           | Etichetta         |
| ------------- | ---------------- | ----------------- | ----------------- |
| Stati Uniti   | 14 novembre 2014 | Radio premiere    | Hollywood Records |
| Canada        | 15 novembre 2014 | Download digitale | Hollywood Records |
| Stati Uniti   | 15 novembre 2014 | Download digitale | Hollywood Records |
| Australia     | 1 gennaio 2015   | Download digitale | Hollywood Records |
| Brasile       | 1 gennaio 2015   | Download digitale | Hollywood Records |
| Europa        | 1 gennaio 2015   | Download digitale | Hollywood Records |
| Nuova Zelanda | 1 gennaio 2015   | Download digitale | Hollywood Records |